# Rakrang-guyŏk
Rakrang-guyŏk ist einer der 18 Stadtbezirke Pjöngjangs, der Hauptstadt Nordkoreas. Er grenzt im Norden am gegenüberliegenden Ufer des Taedong-gang an die Bezirke Mangyŏngdae-guyŏk und den Innenstadtbezirk Chung-guyŏk, im Osten an Ryŏkp’o-guyŏk, im Süden an die Landkreise Chunghwa und Kangnam, sowie westlich des Taedong-gang an den Landkreis Chollima.
Ebenfalls dem Bezirk Rakrang-guyŏk zugehörig ist die im Taedong-gang gelegene Insel Turu-do.

## Geschichte
Während sich Korea unter japanischer Herrschaft befand gehörte die Region zum Landkreis Daidō-gun. 
Von diesem wurden später mehrere Teile Pjöngjang angegliedert. 1959 wurde Rakrang-guyŏk zum eigenständigen Stadtteil. Heute ist der Bezirk, im Gegensatz zu den meisten anderen Regionen Nordkoreas, auch für Touristen geöffnet.

## Bauwerke und Einrichtungen
In Rakrang befinden sich mehrere Gräber der Goguryeo-Zeit die zu einem Großteil in den 1910er Jahren von japanischen Archäologen entdeckt wurden.
Die Tongil-Straße stellt als Schnellstraße einen Hauptverkehrsweg von Pjöngjang nach Kaesŏng und weiter bis nach Panmunjeom zur Demilitarisierten Zone dar. Ihr folgend befindet sich stadtauswärts direkt nach dem Stadtteil Kwanmun seit 1961 die 25 April Film Studios. Schwerpunkt der dortigen Produktion sind Kriegsfilme. Nördlich der Tongil-Straße befinden sich der Tongil-Markt und der Firmensitz von Hana Electronics.
Anschließend führt die Straße unter dem Denkmal für die Wiedervereinigung hindurch und vorbei an der Universität für Wissenschaft und Technik Pjöngjang, der im September 2010 eröffneten und ersten privat finanzierten Bildungseinrichtung Nordkoreas.
Auf der Insel Ssuk-sŏm wird momentan der Palast der Wissenschaft und Technik errichtet.

## Verwaltungseinheiten
Rangrang-guyŏk ist in 18 Verwaltungseinheiten eingeteilt, darunter neun Dong und neun Ri. Die fünf großen Dong Chŏngbaek, Chŏng’o, Kwanmun, Rangrang und T’ongil sind wiederum in jeweils zwei, Ch’ungsŏng-dong in drei Verwaltungseinheiten untergliedert.
|                 | Chosŏn’gŭl | Hancha   |
| --------------- | ---------- | -------- |
| Chŏngbaek-tong  | 정백동     | 貞栢洞   |
| Chŏng’o-dong    | 정오동     | 貞梧洞   |
| Ch’ungsŏng-dong | 충성동     | 忠誠洞   |
| Kwanmun-dong    | 관문동     | 關門洞   |
| Rangrang-dong   | 락랑동     | 樂浪洞   |
| T’ongil-dong    | 통일동     | 統一洞   |
| Tongsan-dong    | 동산동     | 東山洞   |
| Tudan-dong      | 두단동     | 斗團洞   |
| Wŏn’am-dong     | 원암동     | 猿岩洞   |
| Chungdan-ri     | 중단리     | 中端里   |
| Kin’gol-ri      | 긴골리     | 긴골里   |
| Kŭmdae-ri       | 금대리     | 今大里   |
| Namsa-ri        | 남사리     | 南寺里   |
| Posŏng-ri       | 보성리     | 甫城里   |
| Pyŏkchido-ri    | 벽지도리   | 碧只島里 |
| Ryongho-ri      | 룡호리     | 龍湖里   |
| Ryuso-ri        | 류소리     | 柳巢里   |
| Songnam-ri      | 송남리     | 松南里   |

## Verkehr
Durch den Bezirk führt die Pjöngjang-Kaesŏng-Schnellstraße und beginnt die Pjöngjang-Wŏnsan-Schnellstraße. Mit der Tongil-Straße gibt es eine dreispurige Hauptstraße.